# فارمرز برانش
فارمرز برانش (بالإنجليزية: Farmers Branch, Texas) هي مدينة تقع في مقاطعة دالاس بولاية تكساس في شمال شرق الولايات المتحدة. تبلغ مساحة هذه المدينة 31.1 (كم²)، وترتفع عن سطح البحر 141 م، بلغ عدد سكانها 28616 نسمة في عام 2010 حسب إحصاء مكتب تعداد الولايات المتحدة .

## التركيبة السكانية
حدّد مكتب تعداد الولايات المتحدة بيانات التركيبة السكانية لفارمرز برانش في تعداد الولايات المتحدة. في ما يلي، التركيبة السكانية حسب تعدادي 2000 و2010.

### تعداد عام 2000
بلغ عدد سكان فارمرز برانش 27,508 نسمة بحسب تعداد عام 2000، وبلغ عدد الأسر 9,766 أسرة وعدد العائلات 6,938 عائلة مقيمة في المدينة. في حين سجلت الكثافة السكانية 882.2 نسمة لكل كيلومتر مربع (2,284.9/ميل2). وبلغ عدد الوحدات السكنية 10,115 وحدة بمتوسط كثافة قدره 324.4 لكل كيلومتر مربع (840.2/ميل2).
وتوزع التركيب العرقي للمدينة بنسبة 78.38% من البيض و2.40% من الأمريكيين الأفارقة و0.55% من الأمريكيين الأصليين و2.92% من الأمريكيين ذوي الأصول الآسيوية و0.03% من سكان جزر المحيط الهادئ و13.01% من الأعراق الأخرى و2.71% من عرقين مختلطين أو أكثر و37.23% من الهسبانيون أو اللاتينيون من أي عرق.
بلغ عدد الأسر 9,766 أسرة كانت نسبة 36.2% منها لديها أطفال تحت سن الثامنة عشر تعيش معهم، وبلغت نسبة الأزواج القاطنين مع بعضهم البعض 56.5% من أصل المجموع الكلي للأسر، ونسبة 9.8% من الأسر كان لديها معيلات من الإناث دون وجود شريك، بينما كانت نسبة 4.8% من الأسر لديها معيلون من الذكور دون وجود شريكة وكانت نسبة 29% من غير العائلات. تألفت نسبة 22.9% من أصل جميع الأسر من عدة أفراد يعيشون في نفس المنزل ونسبة 7.6% كانت تتألف من شخص يعيش بمفرده يبلغ من العمر 65 عاماً أو أكثر. وبلغ متوسط حجم الأسرة المعيشية 2.80، أما متوسط حجم العائلات فبلغ 3.31.
بلغ العمر الوسطي للسكان 34.7 عاماً. وكانت نسبة 25.6% من القاطنين تحت سن الثامنة عشر، وكانت نسبة 9.2% بين الثامنة عشر والرابعة والعشرين عاماً، ونسبة 31.3% كانت واقعةً في الفئة العمرية ما بين الخامسة والعشرين والرابعة والأربعين عاماً، ونسبة 21.4% كانت ما بين الخامسة والأربعين والرابعة والستين، ونسبة 12% كانت ضمن فئة الخامسة والستين عاماً فما فوق. يوجد لكل 100 أنثى 101.4 ذكر، ويوجد لكل 100 أنثى في الثامنة عشر من عمرها فما فوق 99.5 ذكر.

### تعداد عام 2010
بلغ عدد سكان فارمرز برانش 28,616 نسمة بحسب تعداد عام 2010، وبلغ عدد الأسر 10,797 أسرة وعدد العائلات 6,923 عائلة مقيمة في المدينة. في حين سجلت الكثافة السكانية 917.8 نسمة لكل كيلومتر مربع (2,377.1/ميل2). وبلغ عدد الوحدات السكنية 11,549 وحدة بمتوسط كثافة قدره 370.4 لكل كيلومتر مربع (959.3/ميل2).
وتوزع التركيب العرقي للمدينة بنسبة 73.44% من البيض و4.77% من الأمريكيين الأفارقة و0.72% من الأمريكيين الأصليين و4.36% من الأمريكيين ذوي الأصول الآسيوية و0.04% من سكان جزر المحيط الهادئ و13.79% من الأعراق الأخرى و2.87% من عرقين مختلطين أو أكثر و45.37% من الهسبانيون أو اللاتينيون من أي عرق.
بلغ عدد الأسر 10,797 أسرة كانت نسبة 31.9% منها لديها أطفال تحت سن الثامنة عشر تعيش معهم، وبلغت نسبة الأزواج القاطنين مع بعضهم البعض 47.9% من أصل المجموع الكلي للأسر، ونسبة 11.5% من الأسر كان لديها معيلات من الإناث دون وجود شريك، بينما كانت نسبة 4.8% من الأسر لديها معيلون من الذكور دون وجود شريكة وكانت نسبة 35.9% من غير العائلات. تألفت نسبة 28.6% من أصل جميع الأسر من عدة أفراد يعيشون في نفس المنزل ونسبة 8.9% كانت تتألف من شخص يعيش بمفرده يبلغ من العمر 65 عاماً أو أكثر. وبلغ متوسط حجم الأسرة المعيشية 2.64، أما متوسط حجم العائلات فبلغ 3.33.
بلغ العمر الوسطي للسكان 35.6 عاماً. وكانت نسبة 23.9% من القاطنين تحت سن الثامنة عشر، وكانت نسبة 9.5% بين الثامنة عشر والرابعة والعشرين عاماً، ونسبة 29.1% كانت واقعةً في الفئة العمرية ما بين الخامسة والعشرين والرابعة والأربعين عاماً، ونسبة 24.2% كانت ما بين الخامسة والأربعين والرابعة والستين، ونسبة 13.3% كانت ضمن فئة الخامسة والستين عاماً فما فوق. وتوزع التركيب الجنسي للسكان بنسبة 49.2% ذكور و50.8% إناث.

## توأمة
لفارمرز برانش اتفاقيات توأمة مع كل من:
- شونهبك
- Garbsen [الإنجليزية]‏ (25 مارس 1990 - )

## وصلات خارجية
- farmersbranch.info نسخة محفوظة 9 مارس 2010 على موقع واي باك مشين.
- The US50 - Cities and Towns in Texas State